# جشمة بلوطك (دشت روم)
جشمة بلوطك (بالفارسية: چشمه بلوطک) هي قرية تقع في إيران في قسم دشت روم الريفي. يقدر عدد سكانها بـ 28 نسمة بحسب إحصاء 2016.